# Hermann Krumey
Hermann Krumey (ur. 18 kwietnia 1905, zm. 27 listopada 1981 w Erftstadt) – zbrodniarz hitlerowski, SS-Obersturmbannführer współodpowiedzialny za zbrodnie popełnione przez Niemców w okupowanej Polsce i Węgrzech.

## Życiorys
Urodzony w Szumperku (Mährisch Schönberg) na Morawach, wstąpił do SS po inkorporacji Austrii do III Rzeszy, w 1938. Od listopada 1939 do maja 1940 służył w Waffen-SS, jako członek sztabu wyższego dowódcy SS i Policji w Kraju Warty (Wartheland). Od maja 1940 do marca 1944 pełnił służbę jako członek Policji Bezpieczeństwa (Sicherheitspolizei, skrót niem. Sipo) w okupowanej Łodzi. Kierował Centralą Przesiedleńczą w Łodzi (niem. Umwandererzentralstelle in Litzmanstadt), mieszczącą się przy Adolf Hitler Straße (obecnej ul. Piotrkowskiej) 133. Był jedną z odpowiedzialnych osób za wysiedlenia ludności polskiej z Wielkopolski oraz rejencji łódzkiej.
Przejściowo, w lecie 1941, Krumey został wysłany do Chorwacji, gdzie uczestniczył w działaniach zmierzających do umieszczenia jugosłowiańskich Żydów w obozach koncentracyjnych. W trakcie służby w Polsce brał udział w represjonowaniu polskiej ludności etnicznej w Kraju Warty, a następnie współorganizował transporty łódzkich Żydów do obozów zagłady (zwłaszcza do Kulmhofu) oraz deportacje Polaków na wschód. W 1942 Krumey zorganizował także przynajmniej 6 transportów Żydów z rejonu Zamościa do KL Auschwitz-Birkenau.
Krumey przeniesiony został na Węgry 19 marca 1944, wraz z wprowadzeniem w tym kraju okupacji hitlerowskiej. Wszedł w skład Sonderkommanda Adolfa Eichmanna, odgrywając w nim znaczącą rolę. Celem Eichmanna była eksterminacja węgierskich Żydów. Krumey współtworzył Radę Żydowską (Judenrat) i uczestniczył w organizowaniu transportów do Auschwitz. Jednym z etapów przeprowadzanych negocjacji między Eichmannem a przedstawicielami władz żydowskich (tzw. Komitetem Pomocy) w Budapeszcie, było wysłanie ok. 21 tysięcy Żydów do KL Strasshof – podwiedeńskiego obozu koncentracyjngo. Krumey otrzymał zadanie dowodzenia jednostkami SS, które pilnowały więźniów. Większość z tych ponad 20 tysięcy Żydów przeżyło wojnę.
Krumey został aresztowany przez aliantów we Włoszech w maju 1945, ale nie oskarżono go, a następnie zwolniono. Powodem tego było pisemne oświadczenie Rudolfa Kasztnera, który negocjował z nazistami na Węgrzech, stwierdzające udział Krumeya w uratowaniu 21 tysięcy Żydów węgierskich. Ponownie aresztowano go w 1960 i zachodnioniemiecki sąd we Frankfurcie nad Menem skazał go 3 lutego 1965 na karę 5 lat ciężkich robót. Jednak po wniesieniu apelacji sąd wyższej instancji nakazał powtórzenie procesu. Odbył się on w latach 1968-1969 i tym razem Hermann Krumey został skazany 29 sierpnia 1969 na dożywocie. Wyrok został potwierdzony przez Trybunał Federalny w Karlsruhe 17 stycznia 1973.